# Sinopec
 (juin 2024).
La China Petroleum and Chemical Corporation ou Sinopec (SSE : 600028, NYSE : SNP, HKSE : 0386) (chinois simplifié : 中国石化 ; chinois traditionnel : 中國石化 ; pinyin : Zhōngguó shíhuà), en français : Société pétrolière et chimique de Chine, est un groupe pétrolier et chimique chinois.

## Histoire
En 2009, le groupe rachète 7,2 milliards $US, le groupe pétrolier canadien Addax Petroleum.
En mars 2011, les gouvernements du Cameroun et du Nigeria ont donné leur feu vert à la China Petroleum and Chemical Corporation pour exploiter les champs pétrolifères situés de part et d'autre de leur frontière commune, dans la péninsule de Bakassi.
En septembre 2014, Sinopec annonce l'introduction en bourse de ses activités de distribution pour l'équivalent de 17,5 milliards de dollars.
En décembre 2015, Sinopec acquiert 20 % de Sibur, une entreprise pétrolière russe.
En mars 2017, Sinopec annonce l'acquisition d'une participation de 75 % dans une raffinerie en Afrique du Sud près du Cap et de 820 stations services en Afrique du Sud et au Botswana.
En août 2022, Aramco et Sinopec signent un mémorandum de compréhension pour couvrir plusieurs domaines de collaboration potentielle entre les parties en Arabie saoudite.
En août 2022, Sinopec annonce son retrait volontaire de la bourse de New York. Sinopec avance comme cause à ce retrait, le coût des obligations en matière d'audit comptable. En effet, une loi américaine de 2020 soumet les sociétés cotées à la publication de résultats certifiés par un cabinet d'audit agréé.

## Chiffres
En 2017, elle affichait un chiffre d'affaires de 326,953 milliards de dollars US pour un résultat net de 1,537 milliard. En 2014, elle est au 2e rang des plus grandes entreprises mondiales en fonction de leur chiffre d'affaires[réf. souhaitée].